# Colpochila gouldi
Colpochila gouldi är en skalbaggsart som beskrevs av Hope 1842. Colpochila gouldi ingår i släktet Colpochila och familjen Melolonthidae. Inga underarter finns listade i Catalogue of Life.